# Gerardo Augusto Pery
Gerardo Augusto Pery de Linde (Lisboa, 10 de abril de 1835 — Queluz, 30 de outubro de  1893) foi um militar de engenharia do Exército Português que se distinguiu no campo da estatística, da geografia e da cartografia. Foi sócio da Sociedade de Estatística de Paris (a Société de statistique de Paris) e da Academia das Ciências de Lisboa. Faleceu no posto de general.

## Biografia
Gerardo Augusto Pery introduziu o conceito de «sistema montanhoso» na geografia portuguesa, quando em 1875 procedeu ao agrupamento das serras em «sistemas». A sua influente obra Geographia e Estatística Geral de Portugal e Colónias foi muito seguida como fonte por múltiplos autores de manuais escolares de geografia, contribuindo para a popularização do conceito de «sistema montanhoso». 
Trabalhou no primeiro levantamento geodésico do território português, dirigindo a instalação da primeira rede de marcos geodésicos. Foi co-autor da muito referenciada Carta geográfica de Portugal, editada em 1865, que acabou por determinar a uniformização da toponímia de muitos acidentes geográficas, com destaque para as serras e montes.

## Obra
Para além de uma vasta obra cartográfica, é autor das seguintes obras:
- Geographia e Estatística Geral de Portugal e Colónias, Imprensa Nacional. Lisboa. 1875.[1]
- Monographia do concelho de S. Thiago do Cacem acompanhada dos mappas da estatística agrícola do mesmo concelho in Boletim da Direcção Geral de Agricultura, n.º 9 (5.º ano), Lisboa, 1874.
- Estatística Agrícola do Districto de Beja: Concelho de Beja, Imprensa Nacional, Lisboa, 1888.
- «Estatística Agrícola do Concelho de Aljustrel» (1892) in Boletim da Direcção Geral de Agricultura, IV ano, n.º 15, 1893.
- Carta geographica de Portugal
- Concelho de Cuba
- Mapa de Portugal com divisão por distritos e concelhos
- Mouvement de la population en Portugal
- Plano hidrográfico da barra e porto do rio Guadiana
- Plano hydrographico das barras e portos de Faro e Olhão Costa Sul de Portugal Oceano Atlântico Norte
- Statistique du Portugal et de ses Colonies
- Vida e alma breve exposição de algumas verdades scientíficas